# Nielot

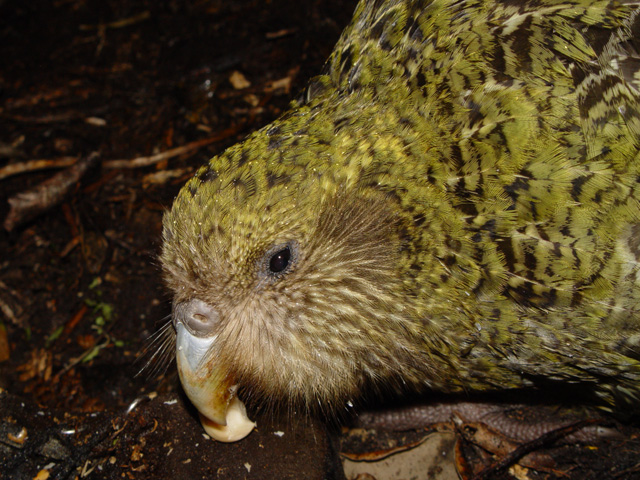
Nowozelandzka nielotna papuga kakapo

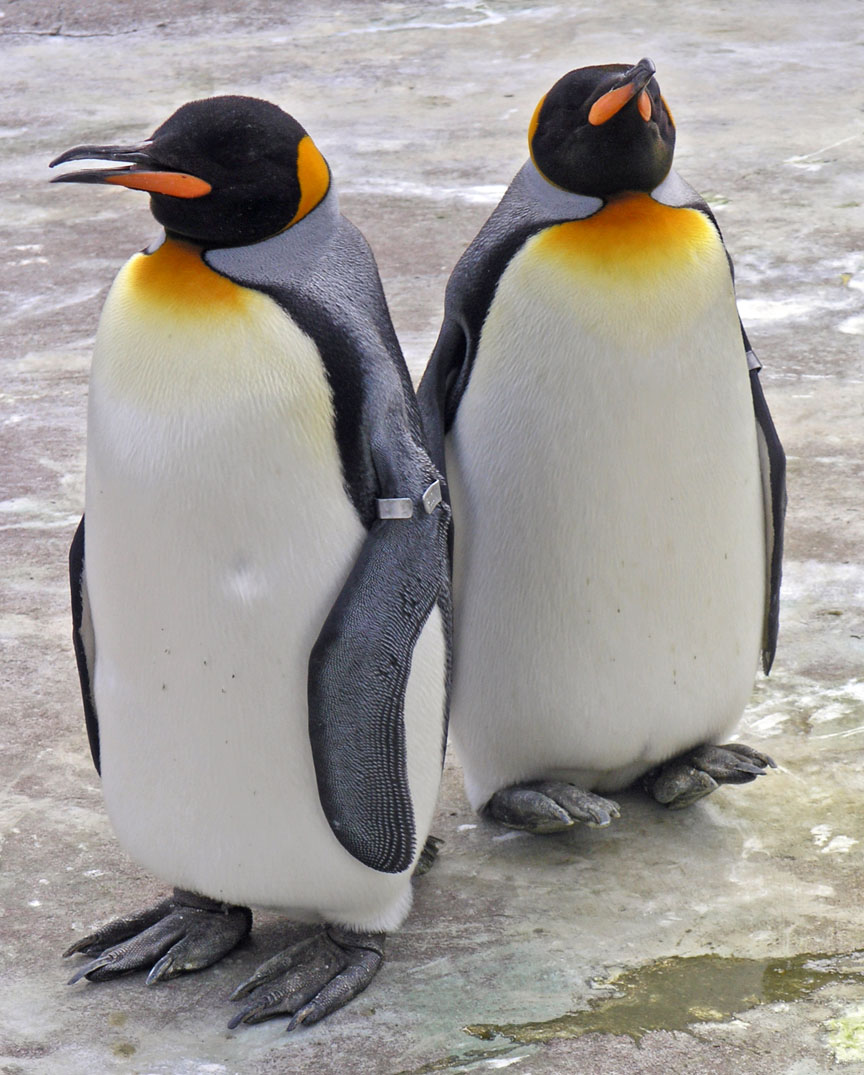
Wszystkie pingwiny są nielotami

Nielot – ptak, który wtórnie w wyniku ewolucji utracił zdolność lotu (z powodu braku zagrożeń ze strony drapieżników lub obrania innej strategii przetrwania). Obecnie istnieje około czterdziestu gatunków nielotnych ptaków. W trakcie ewolucji niezdolność do lotu pojawiała się u ptaków wielokrotnie i dotyczyła zarówno gatunków wodnych jak i lądowych. Jest to więc sztuczna, polifiletyczna grupa ptaków.
Główną anatomiczną różnicą między nielotami a ptakami latającymi są mniejsze kości skrzydeł, a także brak lub zredukowany grzebień na mostku. Do grzebienia przyczepione są mięśnie odpowiadające za ruch skrzydeł. U ptaków nielatających kość ta uległa redukcji z uwagi na brak potrzeby poruszania skrzydłami.
Najbardziej znane nieloty to pingwiny, strusie, nandu, kazuary, kiwi i emu. Najwięcej gatunków nielotów występuje w Nowej Zelandii (uwzględniając kilka gatunków pingwinów). Przed pojawieniem się tam człowieka (około XI wieku naszej ery), na wyspie nie było żadnych większych drapieżników lądowych. Wiele gatunków ptaków bez presji drapieżników nie potrzebowało zdolności do lotu i utraciło ją w wyniku ewolucji. W ten sposób wyodrębniły się takie gatunki jak kiwi, kakapo, takahe czy wymarły w czasach historycznych moa.
Najmniejszym nielotnym ptakiem jest chruścielak karłowaty z wyspy Inaccessible. Ma 17 cm długości i waży około 30 g. Największym (zarówno najwyższym jak i najcięższym) współcześnie żyjącym nielotem jest struś, osiąga wysokość do 2,5 m oraz masę do 150 kg. Jednak największym nielotnym ptakiem występującym kiedykolwiek na Ziemi był mamutak (struś madagaskarski). Osiągał do 3 m wysokości i masę do 500 kg. Największymi ptakami drapieżnymi były prehistoryczne nieloty z rodziny Phorusrhacidae. Ważyły do 130 kg.
Nieloty wymarłe w czasach historycznych: takahe z Wyspy Północnej, emu czarne, emu małe, wodnik pacyficzny, kureczka wyspowa, łazik południowy (jedyny znany nauce nielot z rzędu wróblowych), alka olbrzymia, moa, mamutak, dronty.
Nieloty wymarłe w czasach prehistorycznych: Bullockornis planei, Dromornis stirtoni, Phorusrhacidae.